# Esgrima nos Jogos Olímpicos de Verão de 1896 - Sabre masculino
O torneio de Sabre da esgrima nos Jogos Olímpicos de Verão de 1896 ocorreu no dia 9 de abril. Cinco esgrimistas se enfrentaram num sistema todos-contra-todos. Os atletas mais bem classificados após as dez partidas realizadas receberam as medalhas.

## Medalhistas
| Ouro   | GRE Ioannis Georgiadis   |
| Prata  | GRE Telemachos Karakalos |
| Bronze | DEN Holger Nielsen       |

## Resultados
| Pos. | Atleta                   | TF | TS | V | D |
| ---- | ------------------------ | -- | -- | - | - |
| 1    | GRE Ioannis Georgiadis   | 12 | 6  | 4 | 0 |
| 2    | GRE Telemachos Karakalos | 11 | 5  | 3 | 1 |
| 3    | DEN Holger Nielsen       | 10 | 9  | 2 | 2 |
| 4    | AUT Adolf Schmal         | 7  | 11 | 1 | 3 |
| 5    | GRE Georgios Iatridis    | 3  | 12 | 0 | 4 |

| GRE Telemachos Karakalos | 3-0 | AUT Adolf Schmal         |
| GRE Ioannis Georgiadis   | 3-0 | GRE Georgios Iatridis    |
|                          |     |                          |
| GRE Telemachos Karakalos | 3-2 | DEN Holger Nielsen       |
| GRE Ioannis Georgiadis   | 3-2 | AUT Adolf Schmal         |
|                          |     |                          |
| DEN Holger Nielsen       | 3-1 | GRE Georgios Iatridis    |
| GRE Ioannis Georgiadis   | 3-1 | GRE Telemachos Karakalos |
|                          |     |                          |
| AUT Adolf Schmal         | 3-2 | GRE Georgios Iatridis    |
| GRE Ioannis Georgiadis   | 3-2 | DEN Holger Nielsen       |
|                          |     |                          |
| GRE Telemachos Karakalos | 3-0 | GRE Georgios Iatridis    |
| DEN Holger Nielsen       | 3-2 | AUT Adolf Schmal         |